# José Inzenga
José Inzenga y Castellanos (Madrid, 3 de junio de 1828-Madrid, 28 de junio de 1891) fue un profesor del Conservatorio de Madrid, de la Escuela Nacional de Música y Declamación de Madrid, académico de la Real Academia de Bellas Artes de San Fernando y musicógrafo español. 
Es considerado importante ya que estaba al margen de la vida musical de la España decimonónica fundamentándose no solo en el ámbito de la ópera, zarzuela y folklore, sino también en el papel de docencia, crítica, composición de canciones y fundaciones de instituciones frecuentada en la música.
También colaboró en la construcción de una biblioteca y creó un diccionario musical.

## Trayectoria musical y algunas de sus obras musicales
José Inzenga y Castellanos empezó a interesarse en la música tras recibir la influencia de su padre Ángel Inzenga, maestro de canto y compositor para la Real Capilla, y de su madre como cantante. En sus primeros años comenzó a recibir sus primeras clases de música; grandes figuras contribuyen en su conocimiento musical como Zamora, Albéniz y Bordalonga. 
También estudió latín, filosofía, francés e italiano.
En su primera etapa se formó en el Real Conservatorio Superior de Música de Madrid, pero ante la ayuda económica ofrecida por el duque de Osuna, a sus catorce años, decidió partir a París para completar sus estudios en el Conservatoire Royal de Musique et de Déclamation. En París, alternó su formación como intérprete en las salas de conciertos más importantes, por ejemplo la de Mateo Orfila, Pleyel y Doctor Ricord, pedido por el conde de Toreno y Martínez de la Rosa.
Concretamente, le dio clases de piano a Auber, encargado del Conservatorio de Francia, y esto hizo que se convierta en director de coros de ópera cómica. 
Tras ello, se puede reflejar que José Inzenga estuvo perfeccionando su técnica, así como también influenciado por el estilo compositivo romántico centroeuropeo.
En este periodo se formó ante el escenario en la música de salón siendo muy característico en París y publicó sus primeras piezas a piano: Juanita, vals espagnol y un Étude de salon.
Debido a la Revolución de 1848, decidió volver a España ( Madrid) vinculándose a la música popular española y la restauración del género lírico. Con ello, participó en la recuperación de la zarzuela, colaborando en fundaciones como la Sociedad del Teatro del Circo con algunas figuras importantes, por ejemplo, Barbieri, Salas, Olona, Hernando, Gaztambide y Oudrid.
Pese a estos años en España, se dedicó a componer zarzuelas:
En 1851, compuso una zarzuela llamada El Campamento ejecutada en 1851 realizada por la empresa Gaona-Carceller, en la que tuvo mucho éxito. Ese mismo año, representó El confitero de Madrid, por el que no fue bien recibido. Además de La flor del Zurguén y Los disfraces en 1852. Más adelante, en 1853 representó El Alma de Cecilia y El Amor por los Balcones, La Roca Negra(1857), Una guerra de familia (1859) y Galán de Noche. En 1862 volvió a representar la zarzuela El Campamento, donde triunfó de nuevo y fue mencionada en el ámbito de la crítica española así como en el público.
Siguiendo su línea compositiva, en 1866 se concentró en el pensamiento de Arderius y presentó en el Teatro de Variedades dos piezas simples Cubiertos a cuatro reales y Un cuadro. Se piensa que José Inzenga pudo ser el impulsor del género bufo, aunque considera que el teatro se ha apropiado de lo “nuestro”.[cita requerida]

### Como docente
José Inzenga también profundizó en el ámbito de la docencia. Primeramente, partió de la Sociedad del Teatro del Circo siendo maestro de canto en 1854. Más tarde en 1860 contribuyó en la Escuela Nacional de Música de Madrid sustituyendo la plaza de su padre Ángel Inzenga. Sin embargo, utilizó una buena metodología del cantante de ópera Manuel García (1805-1906) que coincide con él en el Conservatoire Royal de Musique et de Déclamation de París. Tan expectante fue su método que llevó a sus alumnos al éxito tanto nacional como internacional, por ejemplo Arsenia Velasco, Emilia Reynel, Luisa Fons, entre otros.

### Como crítico
Más adelante, Inzenga se destacó como crítico musical, jugando un papel importante en la creación de diversas instituciones en España, como el Orfeo Español, la Sociedad Artístico-Musical de Socorros Mutuos y el Ateneo Científico y Literario. Publicó en la Gaceta Musical de Madrid, de la que fue socio fundador, su influyente artículo "De la crítica musica" en 1855, La crítica musical de Inzenga propone una separación entre arte y política, considerando la actividad artística como autónoma y ajena a los conflictos ideológicos del contexto histórico. Inspirado en el idealismo, Inzenga ve la crítica como una herramienta para perfeccionar el arte, guiando al artista hacia la belleza y la verdad, y educando al público en esos valores. Para él, el crítico, aunque no sea profesional del arte, debe basarse en principios universales de razón y estética, ocupando una posición cercana a la del creador. Esta perspectiva comparte afinidades con el pensamiento krausista, sin depender directamente de él, y refleja una tendencia común en la Europa de su época. Además, colaboró en revistas como El Tiempo, Crónica de la Música y La Correspondencia Musical.
Su labor crítica se caracterizó por la defensa de la renovación y protección de la ópera española, que ocupaba un lugar crucial en el debate musical del siglo XIX. En 1873, trabajó junto a Barbieri y Felipe Pedrell en la Asociación para el Planteamiento de la Ópera Española, y publicó en El Tiempo un artículo titulado La ópera española, en el que subrayaba la importancia de este género. Otros destacados músicos y literatos, como Mariano Soriano Fuertes, Hilarión Eslava, Teodoro Vesteiro de Torres, Carlos Melcior, Fernán Caballero y Manuel Murguía, también se sumaron a esta propuesta en defensa de la música española.
Inzenga también participó en la historiografía musical, sosteniendo que un músico debía poseer “suficiente conocimiento” y estar en sintonía con su época para expresar en sus obras el “arquetipo español” sin aislarse de la sociedad. Finalmente, consideraba que la mejor manera de representar la identidad española era a través de lo popular, idea que defendió en su obra Cantos y bailes populares de España.

## Otras piezas musicales
Además, en su labor como maestro de piano e intérprete, desarrolló un estilo compositivo centrado en melodías para canto y piano, siguiendo una línea romántica que buscaba alcanzar un amplio público. Su obra incluye tres álbumes destacados: Álbum para canto (1855), Álbum para piano (1858), y Popolari in chiave di sol con acompañamiento di pianoforte o Nuovi canti popolari toscani (1875-1878). Algunas de estas ricas canciones reflejan la vida laboral e industrial del siglo XIX.
Entre sus composiciones para canto y piano destaca Il poeta morente, que combina la letra de Pietro Metastasio con la música del compositor.
También escribió para banda y orquesta, como en Fantasía Recuerdos de España (1878-1880), que incluye arreglos de temas folclóricos y canciones adaptadas para el género militar o religioso.

## Obras escritas
José Inzenga fue un destacado defensor de la cultura popular. Con este espíritu, emprendió un proyecto para recopilar cantos y bailes tradicionales de diversas regiones de España, organizándolos de forma detallada y ofreciendo una rica variedad de canciones. A pesar de las influencias del Romanticismo europeo que experimentó durante su estancia en París, Inzenga mantuvo su interés en revitalizar la ópera española, valorando estas expresiones populares como fuente esencial de la identidad histórica de España y como reflejo de su auténtica esencia cultural.
En 1888 comenzó la publicación de Introducción a Cantes y Bailes Populares de España en el ámbito hispanoamericano de La Ilustración Musical. Este cancionero fue dedicado a la reina Mercedes de Orleans en ocasión de su boda, celebrada diez años antes. Más adelante, Antonio Romero se encargó de la edición, completando la colección en dos volúmenes:
- Ecos de España fue el primer tomo publicado y, tras su éxito, motivó la creación de un segundo volumen. Se editó inicialmente en el periódico El Telegrama, lo que le dio una mayor difusión, aunque más tarde se conservó en la biblioteca, donde pasó un tanto desapercibido. Este volumen recopila cantos tradicionales de diversas regiones, como Cataluña, Asturias, Andalucía, Castilla la Vieja, Galicia, Valencia, Islas Baleares, Murcia, Cuba, Aragón, Guipúzcoa y León. Incluye tonadillas populares, himnos de guerra, himnos y canciones patrióticas, así como piezas de ultramar, abarcando tanto música de España como de América, lo que le confiere una relevancia especial.

- Cantos y bailes populares de España es el segundo volumen de la serie, publicado tras Ecos de España. Este tomo se enfoca en los cantos y bailes populares de Galicia, Murcia y Valencia, y está dedicado al diplomático español del siglo XIX, José Nicolás de Azahara. En la obra colaboraron compositores y autores importantes, como Soriano Fuertes, quien contribuyó con la canción andaluza y la canción del Vito; Mariano Lafuente, con la jota aragonesa; y Soberano Ayala, con la canción Habas Verdes. Además, incluye seguidillas, donde se añadieron acordes a la melodía, interpretadas con canto y acompañamiento de piano. Una de las letras es popular, mientras que las otras son de carácter patriótico, reflejando el fervor revolucionario en España contra el Imperio Napoleónico y creando un texto literario que moderniza canciones antiguas. Este cancionero quedó inacabado, ya que, tras la muerte de José Inzenga en 1891, se dejó pendiente la recolección de canciones de Cataluña.

La colección repercutió en la música de España ante la restauración de la ópera nacional española en búsqueda del carácter identitario e influenciado además por el pensamiento romántico europeo. Además, muchos compositores como Manuel de Falla o Rimski-Kórsakov se sirvieron de este importante proyecto que influyó tanto en la crítica musical como en la historia musical española.

## Premios y conmemoraciones
Obtuvo dos medallas de plata en el Conservatorio de París. Fue proclamado académico de la Academia de Bellas Artes en Madrid en la parte de música, pronunciado comendador de número de Isabel la Católica, caballero de la orden de Cristo en Portugal y se le dio la Cruz de María Victoria. 
Tras su muerte se celebraron diversos conciertos en la Escuela Nacional de Música en 1892 y la prensa contribuyó en su muerte pese a la publicación de gran cantidad de artículos.